# リンスインシャンプー
リンスインシャンプー（英語：two-in-one shampoo）は、リンスの機能をもたせたシャンプーの一種。頭髪用の浴用化粧品の1つでもある。1980年代末に登場し、時間と水を節約できるのが利点に挙げられる。

## 概要
リンスは洗髪後の毛髪を整えやすくする機能をもつが、シャンプーの主基材のアニオンとリンスの主基材のカチオンを混合すると性質的に結合して相殺される関係にあるため単純に混ぜ合わせたものではない。
技術的には以下のタイプがある。
1. 洗浄基材のアニオンを両性活性剤に置き換えたもの[1]
2. アニオン性活性剤、カチオン性高分子、カチオン性活性剤、油分のバランスを改良することでカチオン性活性剤や油分の吸着を高めたもの[1]
3. アニオン性活性剤を主基材とし、電気的に中性で疎水性をもつシリコーン油を毛髪の表面に吸着させるもの[1]

## その他
- 竹内電気には、「RxIxSx」（読み方は『リンスインシャンプー』）という曲がある。